# Stefan Rogalski (działacz państwowy)
Stefan Rogalski (ur. 28 września 1941 w Ruszkach) – polski działacz państwowy i partyjny, były I sekretarz Komitetów Miejskich PZPR w Goleniowie i Świnoujściu, w latach 1988–1990 przewodniczący Prezydium Wojewódzkiej Rady Narodowej w Szczecinie.

## Życiorys
Syn Andrzeja i Reginy. W latach 1965–1969 przewodniczący Polskiego Komitetu Kultury Fizycznej i Turystyki w Kamieniu Pomorskim. W 1966 wstąpił do Polskiej Zjednoczonej Partii Robotniczej. Początkowo był kierownikiem ROPP i sekretarzem Komitetu Powiatowego PZPR w Kamieniu Pomorskim. Następnie zajmował stanowisko pierwszego sekretarza Komitetu Powiatowego (1974–1975) i Miejsko-Gminnego (1975–1979) w Goleniowie oraz Komitetu Miejskiego w Świnoujściu (1979–1981). W latach 70. przewodniczył Miejskiej Radzie Narodowej w Goleniowie. W 1981 został sekretarzem ds. organizacyjnych w Komitecie Wojewódzkim PZPR w Szczecinie. Zasiadał w Wojewódzkiej Radzie Narodowej w Szczecinie, w 1988 objął fotel przewodniczącego jej Prezydium. Zajmował to stanowisko do 1990.